# Learjet
Learjet je ameriški proizvajalec reaktivnih poslovnih letal. Podjetje je v poznih 1950ih ustanovil William Powell Lear, sprva kot Swiss American Aviation Corporation. Sedež podjetja je v Wichiti, v ameriški zvezni državi Kansas. Leta 1967 je podjetje Gates Rubber Company kupilo 60% delež Learjeta, Gates Aviation se je združil z Learjetom v Gates Learjet Corporation.
Learjet je od leta 1990 naprej podružnica kanadskega Bombardierja, se pa še vedno uporablja blagovna znamka Learjet.
Learjet velja za prvo podjetje, ki je proizvajalo luksuzna privatna letala. 
Leta 1975 je Ljudska skupščina Ljudske republike Slovenije kupila Learjet 24D kot prvo reaktivno slovensko vladno letalo. Leta 1986 je LS LRS kupila drugo reaktivno vladno letalo Learjet 35A, ki je bilo v operativni rabi Slovenije do leta 2005.  

## Letala
- Learjet 23
- Learjet 24
- Learjet 25
- Learjet 28
- Learjet 29
- Learjet 31
- Learjet 35
- Learjet 36
- Learjet 40
- Learjet 45
- Learjet 55
- Learjet 60
- Learjet 70/75
- Learjet 85
- LearStar 600 - ni bil nikoli zgrajen, dizajn prodan podjetju Canadair in je kasneje postal Canadair Challenger 600